# Södermanlands Läns Tidning
Södermanlands Läns Tidning var en konservativ tidning som utkom i Nyköping. Den grundades 1862 av boktryckaren P.M.F. Lundberg, sedan den 1 december 1919 utkom den dagligen.

## Chefredaktörer
- A. E. Falck 1909-1910
- T. O. Swenberg 1922-1930
- Hjalmar Nelson 1931-